# Thiết bị vũ trụ không người lái
Thiết bị vũ trụ không người lái là thiết bị vũ trụ không có người trên tàu. Các thiết bị vũ trụ này thường có mức độ tự động khác nhau; chúng có thể được điều khiển từ xa, được hướng dẫn từ xa hoặc thậm chí là tự động, nghĩa là chúng có một danh sách các hoạt động sẽ thực hiện tự động do con người lập trình sẵn, trừ khi có hướng dẫn khác. Thiết bị vũ trụ không người lái mà được thiết kế để thực hiện các đo đạc nghiên cứu khoa học thường được gọi là thiết bị thăm dò không gian hoặc kính viễn vọng không gian.

## Lịch sử

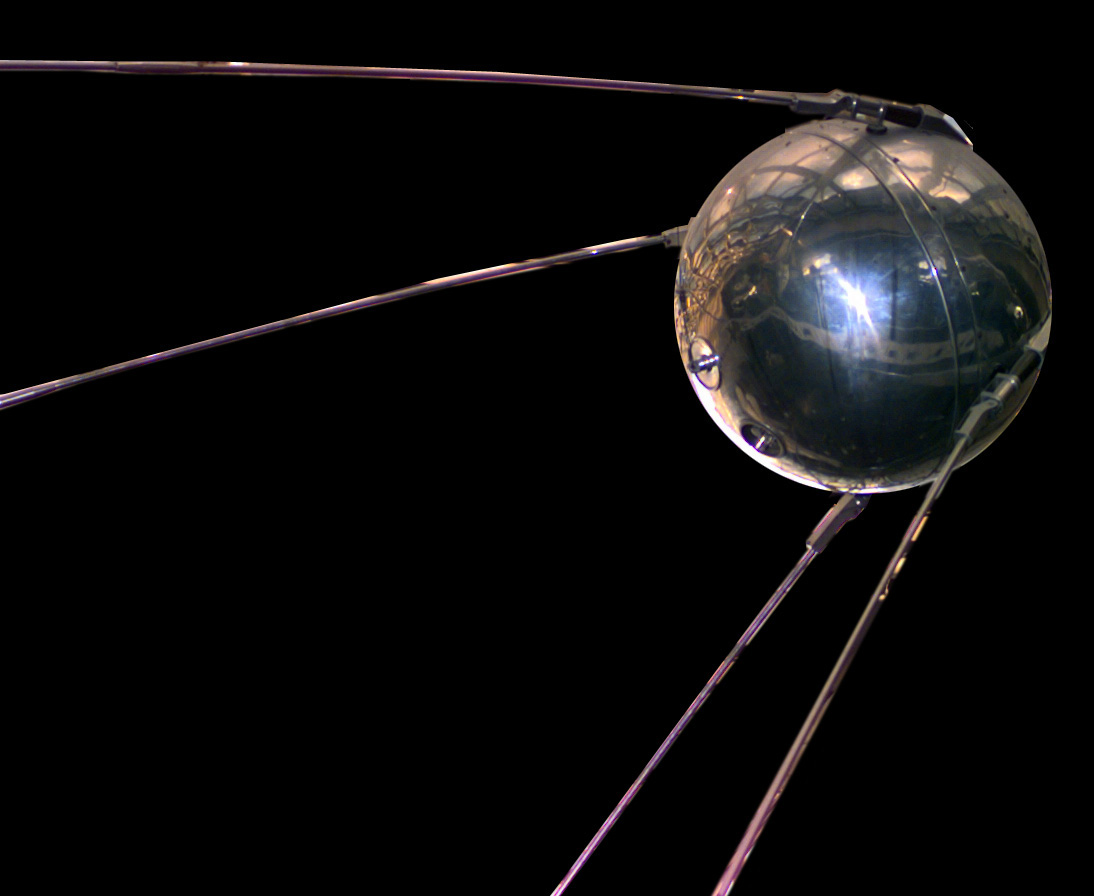
Bản sao của Sputnik 1 tại bảo tàng Hàng không và Vũ trụ Quốc gia Smithsonian.

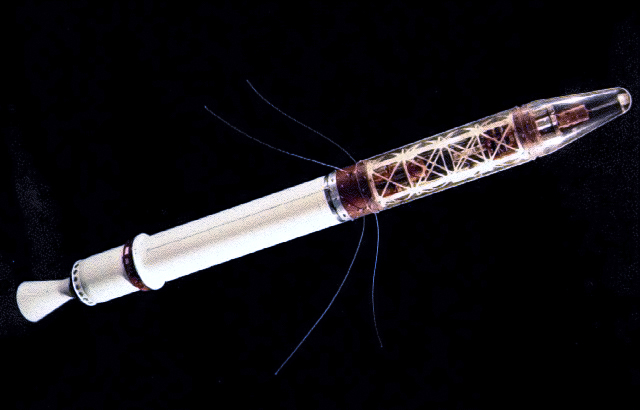
Một bản sao của Explorer 1.

Thiết bị vũ trụ không người lái đầu tiên được Liên Xô phóng vào ngày 22 tháng 7 năm 1951 là một chuyến bay dưới quỹ đạo, trong đó có mang theo hai con chó Dezik và Tsygan. Bốn chuyến bay khác được thực hiện cho đến mùa thu năm 1951.
Vệ tinh nhân tạo đầu tiên, Sputnik 1, được đưa vào quỹ đạo Trái Đất dài 215 nhân 939 kilômét (116 nhân 507 nmi) vào ngày 4 tháng 10 năm 1957. Ngày 3 tháng 11 năm 1957, Liên Xô phóng vệ tinh Sputnik 2. Sputnik 2 có khối lượng 113 kilôgam (249 lb) và mang theo động vật sống đầu tiên vào quỹ đạo, con chó Laika. Do Sputnik 2 không được thiết kế để tách khỏi tầng trên của phương tiện phóng nên tổng khối lượng của vệ tinh trên quỹ đạo là 508,3 kilôgam (1.121 lb).
Trong cuộc chạy đua vào không gian với Liên Xô, Hoa Kỳ đã phóng vệ tinh nhân tạo đầu tiên của mình, Explorer 1, vào quỹ đạo dài 357 nhân 2.543 kilômét (193 nhân 1.373 nmi) vào ngày 31 tháng 1 năm 1958. Explorer 1 mang theo các cảm biến giúp xác nhận sự tồn tại của vành đai Van Allen, một khám phá khoa học lớn vào thời điểm đó, trong khi Sputnik 1 không mang theo cảm biến khoa học nào. Sau đó, vào ngày 17 tháng 3 năm 1958, Hoa Kỳ phóng vệ tinh thứ hai, Vanguard 1, có kích thước bằng một quả bưởi. Vệ tinh này vẫn ở trong quỹ đạo 670 nhân 3.850 kilômét (360 nhân 2.080 nmi) tính đến năm 2016.
Tàu thăm dò Mặt Trăng được thử nghiệm đầu tiên là Luna E-1 No.1 của Liên Xô, được phóng vào ngày 23 tháng 9 năm 1958. Các tàu thăm dò Mặt Trăng liên tục gặp thất bại cho đến ngày 4 tháng 1 năm 1959, khi Luna 1 quay quanh Mặt Trăng và sau đó là Mặt Trời.
Chín quốc gia khác đã phóng thành công vệ tinh bằng phương tiện phóng của riêng các quốc gia đó: Pháp (1965), Nhật Bản và Trung Quốc (1970), Vương quốc Anh (1971), Ấn Độ (1980), Israel (1988), Iran (2009), Triều Tiên (2012) và New Zealand (2018).